# 清朝刑部尚書列表
下表列出清朝刑部尚书：

## 刑部滿尚書
順治七年十二月乙巳（1651年1月17日）至十年二月己未（1653年3月21日），刑部設滿尚書二員。
| 序号 | 姓名     | 地位            | 上任时间                                  | 任前职务                           | 卸任时间                                  | 卸任原因                           |            |
| ---- | -------- | --------------- | ----------------------------------------- | ---------------------------------- | ----------------------------------------- | ---------------------------------- | ---------- |
| 1    | 吳達海   | 宗室 滿洲正白旗 | 顺治元年 （1644年）                       |                                    | 順治六年 （1649年）                       |                                    |            |
| 2    | 阿喇善   | 滿洲鑲黃旗      | 順治七年三月乙卯 （1650年4月2日）         | 刑部右侍郎                         | 順治七年三月癸未 （1650年4月30日）        | 解                                 |            |
| 3    | 郎球     | 覺羅 滿洲正白旗 | 順治七年四月己亥 （1650年5月16日）        | 禮部尚書                           | 順治七年 （1650年）                       | 革                                 |            |
| 4    | 濟席哈   | 滿洲正黃旗      | 順治七年十二月乙巳 （1651年1月17日）      | 刑部右侍郎                         | 順治十年三月丙戌 （1653年4月17日）        | 革                                 |            |
| 4    | 陳泰     | 滿洲鑲黃旗      | 順治七年十二月乙巳 （1651年1月17日）      | 前禮部右侍郎                       | 順治八年二月庚子 （1651年3月13日）        | 改吏部尚書                         |            |
| 6    | 韓岱     | 宗室 鑲白旗     | 順治八年二月庚子 （1651年3月13日）        | 吏部尚書                           | 順治九年四月乙卯 （1652年5月21日）        | 改吏部尚書                         |            |
| 7    | 藍拜     | 滿洲            | 順治九年四月乙卯 （1652年5月21日）        | 工部尚書                           | 順治九年十月甲寅 （1652年11月16日）       | 解                                 |            |
| 8    | 巴哈納   | 覺羅 鑲白旗     | 順治九年十月甲寅 （1652年11月16日）       | 革職戶部尚書起用                   | 順治十二年五月庚子 （1655年6月20日）      | 遷內弘文院大學士                   |            |
| 9    | 圖海     | 滿洲正黃旗      | 順治十二年五月乙酉 （1655年6月5日）       | 內弘文院大學士授                   | 順治十六年閏三月甲申 （1659年5月14日）    | 革                                 |            |
| 10   | 能圖     | 滿洲正紅旗      | 順治十七年正月庚辰 （1660年3月5日）       | 左都御史                           | 順治十七年七月癸未 （1660年9月4日）       | 革                                 |            |
| 11   | 雅布蘭   | 覺羅            | 順治十七年十月丁亥 （1660年11月7日）      | 吏部右侍郎                         | 康熙元年八月丙辰 （1662年9月27日）        | 改左都御史                         |            |
| 12   | 科爾昆   | 覺羅 滿洲正藍旗 | 康熙元年八月丙辰 （1662年9月27日）        | 鑲黃旗蒙古副都統                   | 康熙二年 （1663年）                       |                                    |            |
| 13   | 尼滿     | 滿洲鑲黃旗      | 康熙二年六月壬子申 （1663年7月20日）      | 刑部左侍郎                         | 康熙五年七月丁未 （1666年8月28日）        | 改左都御史                         |            |
| 14   | 對喀納   | 滿洲正黃旗      | 康熙五年七月丁未 （1666年8月28日）        | 刑部左侍郎                         | 康熙七年九月癸卯 （1668年10月21日）       | 遷內國史院大學士                   |            |
| 15   | 明珠     | 滿洲正黃旗      | 康熙七年九月戊申 （1668年10月17日）       | 內弘文院大學士任                   | 康熙八年七月乙未 （1669年7月31日）        | 解                                 |            |
| 16   | 對喀納   | 滿洲正黃旗      | 康熙八年七月己未 （1669年8月24日）        | 內國史院大學士管                   | 康熙九年十二月乙酉 （1671年1月12日）      | 改吏部尚書                         |            |
| 17   | 莫洛     | 滿洲正紅旗      | 康熙九年十二月癸卯 （1671年1月30日）      | 山陝總督                           | 康熙十三年二月辛酉 （1674年4月2日）       | 遷武英殿大學士                     |            |
| 18   | 塞色黑   | 滿洲            | 康熙十四年四月己丑 （1675年4月25日）      | 兵部左侍郎                         | 康熙十四年十月壬戌 （1675年11月24日）     | 改兵部尚書                         |            |
| 19   | 吳達禮   | 滿洲正紅旗      | 康熙十四年十月丁丑 （1675年12月9日）      | 工部尚書                           | 康熙十六年三月癸卯 （1677年4月28日）      | 改禮部尚書                         |            |
| 20   | 介山     | 滿洲鑲藍旗      | 康熙十六年四月庚戌 （1677年5月5日）       | 左都御史                           | 康熙二十年五月庚申 （1781年6月23日）      | 改吏部尚書                         |            |
| 21   | 郭四海   | 滿洲正紅旗      | 康熙二十年七月丁巳 （1681年8月19日）      | 禮部尚書銜管                       | 康熙二十一年十二月 （1682年）             | 去世                               |            |
| 22   | 喀爾圖   | 滿洲            | 康熙二十二年二月癸酉 （1683年2月26日）    | 左都御史                           | 康熙二十三年四月甲辰 （1684年5月22日）    | 休                                 |            |
| 23   | 諾敏     | 滿洲正黃旗      | 康熙二十三年四月癸丑 （1684年5月31日）    | 護軍統領                           | 康熙二十五年九月庚寅 （1686年10月25日）   | 改禮部尚書                         |            |
| 24   | 禧佛     | 滿洲            | 康熙二十五年九月乙未 （1686年10月30日）   | 川陝總督                           | 康熙二十六年二月丁巳 （1687年3月21日）    | 革                                 |            |
| 25   | 佛倫     | 滿洲正白旗      | 康熙二十六年二月辛酉 （1687年3月25日）    | 工部尚書                           | 康熙二十六年九月戊子 （1687年10月18日）   | 改戶部尚書                         |            |
| 26   | 廖旦     | 滿洲            | 康熙二十六年九月戊子 （1687年10月18日）   | 左都御史                           | 康熙二十七年二月甲寅 （1688年3月12日）    | 改吏部尚書                         |            |
| 27   | 圖納     | 滿洲            | 康熙二十七年二月丁巳 （1688年3月15日）    | 川陝總督                           | 康熙三十六年五月丙戌 （1697年6月25日）    | 去世                               |            |
| 28   | 傅臘塔   | 滿洲鑲黃旗      | 康熙三十六年五月丁酉 （1697年7月6日）     | 左都御史                           | 康熙四十年十一月丁未 （1701年12月23日）   | 革                                 |            |
| 29   | 安布祿   | 滿洲            | 康熙四十年十一月辛亥 （1701年12月27日）   | 左都御史                           | 康熙四十五年十一月甲戌 （1706年12月24日） | 免                                 |            |
| 30   | 阿山     | 滿洲鑲藍旗      | 康熙四十五年十一月甲戌 （1706年12月24日） | 兩江總督                           | 康熙四十六年五月丙子 （1707年6月24日）    | 革                                 |            |
| 31   | 耿額     | 滿洲            | 康熙四十六年六月癸未 （1707年7月1日）     | 左都御史                           | 康熙四十六年十二月丙戌 （1707年12月31日） | 改兵部尚書                         |            |
| 32   | 巢可託   | 滿洲正藍旗      | 康熙四十六年十二月丙戌 （1707年12月31日） | 左都御史                           | 康熙四十八年十二月甲寅 （1710年1月17日）  | 革                                 |            |
| 33   | 齊世武   | 滿洲正白旗      | 康熙四十八年七月庚寅 （1709年8月26日）    | 四川總督                           | 康熙五十年十月壬午 （1711年12月6日）      | 革                                 |            |
| 34   | 哈山     | 滿洲鑲黃旗      | 康熙五十年十一月丙戌 （1711年12月10日）   | 吏部左侍郎                         | 康熙五十二年十二月辛卯 （1714年2月2日）   | 革                                 |            |
| 35   | 賴都     | 滿洲正黃旗      | 康熙五十三年正月戊辰 （1714年3月11日）    | 鑲藍旗蒙古副都統                   | 康熙六十年四月丁酉 （1721年5月21日）      | 改禮部尚書                         |            |
| 36   | 託賴     | 滿洲            | 康熙六十年四月丁酉 （1721年5月21日）      | 鑲藍旗蒙古都統                     | 雍正元年正月壬寅 （1723年2月26日）        | 降四級調任                         |            |
| 37   | 佛格     | 滿洲            | 雍正元年二月辛亥 （1723年3月7日）         | 內閣學士                           | 雍正元年十二月甲寅 （1724年1月4日）       | 解                                 |            |
| 38   | 阿爾松阿 | 滿洲            | 雍正元年十二月甲寅 （1724年1月4日）       | 禮部尚書                           | 雍正二年十月丙申 （1724年12月11日）       | 解                                 |            |
| 39   | 賽爾圖   | 滿洲            | 雍正二年十月丙申 （1724年12月11日）       | 禮部尚書                           | 雍正五年六月乙巳 （1727年8月7日）         | 革                                 |            |
| 40   | 德明     | 滿洲鑲黃旗      | 雍正五年六月乙巳 （1727年8月7日）         | 山西巡撫                           | 雍正八年五月癸酉 （1730年6月20日）        | 改戶部尚書                         |            |
| 41   | 海壽     | 滿洲            | 雍正八年五月癸酉 （1730年6月20日）        | 刑部右侍郎                         | 雍正十年四月乙巳 （1732年5月12日）        | 改戶部尚書                         |            |
| 42   | 性桂     | 滿洲正藍旗      | 雍正十年四月乙巳 （1732年5月12日）        | 漕運總督                           | 雍正十年七月丙申 （1732年8月31日）        | 改兵部尚書                         |            |
| 43   | 海壽     | 滿洲            | 雍正十年七月丙申 （1732年8月31日）        | 戶部尚書                           | 雍正十二年七月丙戌 （1734年8月11日）      | 改工部尚書                         |            |
| 44   | 憲德     | 蒙古正白旗      | 雍正十二年七月丙戌 （1734年8月11日）      | 工部尚書                           | 雍正十三年九月丁酉 （1735年10月16日）     | 解                                 |            |
| 45   | 傅鼐     | 滿洲鑲白旗      | 雍正十三年十二月庚辰 （1736年1月27日）    | 署理兵部尚書                       | 乾隆元年八月庚午 （1736年9月13日）        | 革                                 |            |
| 46   | 慶復     | 滿洲鑲黃旗      | 乾隆元年八月戊戌 （1736年10月11日）       | 署理吏部尚書                       | 乾隆二年正月庚子 （1737年2月10日）        | 改兩江總督                         |            |
| 47   | 那蘇圖   | 滿洲鑲黃旗      | 乾隆二年正月庚子 （1737年2月10日）        | 兵部尚書                           | 乾隆二年閏九月丁卯 （1737年11月4日）      | 改兩江總督                         |            |
| 48   | 尹繼善   | 滿洲鑲黃旗      | 乾隆二年閏九月丁卯 （1737年11月4日）      | 雲貴總督                           | 乾隆五年三月庚戌 （1740年4月5日）         | 改川陝總督                         |            |
| 49   | 那蘇圖   | 滿洲鑲黃旗      | 乾隆五年四月庚寅 （1740年5月15日）        | 服闕兩江總督                       | 乾隆五年十一月己巳 （1740年12月20日）     | 改湖廣總督                         |            |
| 50   | 來保     | 滿洲正白旗      | 乾隆五年十一月己巳 （1740年12月20日）     | 工部尚書                           | 乾隆十年三月庚寅 （1745年4月19日）        | 改禮部尚書                         |            |
| 51   | 盛安     | 滿洲            | 乾隆十年三月庚寅 （1745年4月19日）        | 刑部左侍郎                         | 乾隆十一年五月丙申 （1746年6月19日）      | 改左都御史                         |            |
| 52   | 阿克敦   | 滿洲正藍旗      | 乾隆十一年五月丙申 （1746年6月19日）      | 左都御史                           | 乾隆十三年四月癸酉 （1748年5月16日）      | 革                                 |            |
| 53   | 達勒當阿 | 滿洲鑲黃旗      | 乾隆十三年四月癸酉 （1748年5月16日）      | 盛京將軍                           | 乾隆十三年七月戊戌 （1748年8月9日）       | 改吏部尚書                         |            |
| 54   | 盛安     | 滿洲            | 乾隆十三年七月戊戌 （1748年8月9日）       | 左都御史                           | 乾隆十三年七月庚戌 （1748年8月19日）      | 革                                 |            |
| 署   | 阿克敦   | 滿洲正藍旗      | 乾隆十三年閏七月癸丑 （1748年8月24日）    | 工部右侍郎                         | 乾隆二十年六月癸丑 （1755年7月19日）      | 病免                               |            |
| 55   | 鄂彌達   | 滿洲正白旗      | 乾隆二十年六月癸丑 （1755年7月19日）      | 吏部左侍郎                         | 乾隆二十六年七月丁未 （1761年8月10日）    | 去世                               |            |
| 56   | 舒赫德   | 滿洲正白旗      | 乾隆二十六年七月辛丑 （1761年8月4日）     | 工部尚書                           | 乾隆三十三年二月丙戌 （1768年4月14日）    | 解勘                               |            |
| 57   | 託庸     | 滿洲鑲黃旗      | 乾隆三十三年二月丙戌 （1768年4月14日）    | 工部尚書                           | 乾隆三十三年七月甲午 （1768年8月20日）    | 改兵部尚書                         |            |
| 58   | 官保     | 滿洲正黃旗      | 乾隆三十三年七月甲午 （1768年8月20日）    | 署理理藩院尚書                     | 乾隆三十四年十一月乙酉 （1769年12月4日）  | 改戶部尚書                         |            |
| 59   | 索爾訥   | 滿洲            | 乾隆三十四年十一月乙酉 （1769年12月4日）  | 左都御史                           | 乾隆三十五年六月丁亥 （1770年8月3日）     | 改戶部尚書                         |            |
| 60   | 官保     | 滿洲正黃旗      | 乾隆三十五年六月丁亥 （1770年8月3日）     | 戶部尚書                           | 乾隆三十八年九月庚辰 （1773年11月8日）    | 改吏部尚書                         |            |
| 61   | 英廉     | 漢軍鑲黃旗      | 乾隆三十八年九月庚辰 （1773年11月8日）    | 戶部左侍郎                         | 乾隆四十二年十月戊戌 （1777年11月5日）    | 改戶部尚書                         |            |
| 62   | 德福     | 滿洲            | 乾隆四十二年十月戊戌 （1777年11月5日）    | 倉場侍郎                           | 乾隆四十七年九月癸卯 （1782年10月15日）   | 去世                               |            |
| 63   | 喀寧阿   | 滿洲            | 乾隆四十七年九月癸卯 （1782年10月15日）   | 署理刑部左侍郎                     | 乾隆五十五年八月庚午 （1790年9月30日）    | 去世                               |            |
| 64   | 明亮     | 滿洲            | 乾隆五十五年八月庚午 （1790年9月30日）    | 喀什噶爾辦事大臣                   | 乾隆五十六年十二月丁卯 （1791年1月20日）  | 改黑龍江將軍                       |            |
| 65   | 蘇凌阿   | 滿洲鑲黃旗      | 乾隆五十七年正月甲午 （1791年2月16日）    | 倉場侍郎                           | 嘉慶四年正月丁卯 （1799年2月13日）        | 休                                 |            |
| 66   | 慶桂     | 滿洲鑲黃旗      | 嘉慶四年正月丁卯 （1799年2月13日）        | 兵部尚書                           | 嘉慶四年三月己未 （1799年4月5日）         | 遷文淵閣大學士                     |            |
| 67   | 成德     | 滿洲            | 嘉慶四年三月庚申 （1799年4月6日）         | 左都御史                           | 嘉慶六年二月癸酉 （1801年4月9日）         | 改戶部尚書                         |            |
| 68   | 祿康     | 宗室 滿洲正藍旗 | 嘉慶六年二月癸酉 （1801年4月9日）         | 兵部尚書                           | 嘉慶七年正月丁酉 （1802年2月27日）        | 專辦步軍統領事                     |            |
| 69   | 德瑛     | 滿洲鑲黃旗      | 嘉慶七年正月丁酉 （1802年2月27日）        | 刑部左侍郎                         | 嘉慶九年六月戊辰 （1804年7月17日）        | 改吏部尚書                         |            |
| 70   | 長麟     | 覺羅            | 嘉慶九年六月戊辰 （1804年7月17日）        | 兵部尚書                           | 嘉慶十五年二月壬辰 （1810年3月12日）      | 病免                               |            |
| 71   | 瑚圖禮   | 滿洲正白旗      | 嘉慶十五年二月壬辰 （1810年3月12日）      | 吏部尚書                           | 嘉慶十五年六月辛丑 （1810年7月19日）      | 改吏部尚書                         |            |
| 72   | 勒保     | 滿洲鑲紅旗      | 嘉慶十五年六月辛丑 （1810年7月19日）      | 工部尚書                           | 嘉慶十六年正月癸酉 （1811年2月16日）      | 改兩江總督                         |            |
| 73   | 百齡     | 滿洲            | 嘉慶十六年正月癸酉 （1811年2月16日）      | 兩廣總督                           | 嘉慶十六年五月癸卯 （1811年7月16日）      | 改左都御史                         |            |
| 74   | 崇祿     | 滿洲            | 嘉慶十六年五月癸卯 （1811年7月16日）      | 左都御史                           | 嘉慶二十四年正月丁巳 （1819年2月18日）    | 改兵部尚書                         |            |
| 75   | 和寧     | 滿洲            | 嘉慶二十四年正月丁巳 （1819年2月18日）    | 兵部尚書                           | 道光元年七月庚戌 （1821年7月30日）        | 去世                               |            |
| 76   | 那彥成   | 滿洲正白旗      | 道光元年七月庚戌 （1821年7月30日）        | 吏部尚書                           | 道光二年十月己酉 （1822年11月21日）       | 授陝甘總督                         |            |
| 77   | 蔣攸銛   | 漢軍鑲紅旗      | 道光二年十月己酉 （1822年11月21日）       | 四川總督                           | 道光三年四月甲辰 （1823年5月15日）        | 改直隸總督                         |            |
| 78   | 那清安   | 滿洲正白旗      | 道光三年四月甲辰 （1823年5月15日）        | 兵部尚書                           | 道光四年十二月癸未 （1824年2月12日）      | 改熱河都統                         |            |
| 79   | 明山     | 滿洲鑲藍旗      | 道光四年十二月癸未 （1824年2月12日）      | 鑲紅旗漢軍都統                     | 道光五年八月丁巳 （1825年9月14日）        | 解                                 |            |
| 80   | 嵩孚     | 宗室            | 鑲黃旗漢軍都統                            | 道光五年八月丁巳 （1825年9月14日） | 廣西巡撫                                  | 道光六年五月戊戌 （1826年6月22日） | 改湖廣總督 |
| 81   | 明山     | 滿洲鑲藍旗      | 道光六年五月戊戌 （1826年6月22日）        | 熱河都統                           | 道光十四年三月庚午 （1834年4月13日）      | 病免                               |            |
| 82   | 成格     | 滿洲正黃旗      | 道光十四年三月庚午 （1834年4月13日）      | 烏魯木齊都統                       | 道光十八年閏四月己丑 （1838年6月10日）    | 改兵部尚書                         |            |
| 83   | 鄂山     | 滿洲正藍旗      | 道光十八年閏四月己丑 （1838年6月10日）    | 四川總督                           | 道光十八年七月戊申 （1838年8月28日）      | 去世                               |            |
| 84   | 寶興     | 覺羅 滿洲鑲黃旗 | 道光十八年七月戊申 （1838年8月28日）      | 四川總督                           | 道光十八年十一月壬子 （1838年12月30日）   | 改四川總督                         |            |
| 85   | 恩銘     | 滿洲鑲白旗      | 道光十八年十一月壬子 （1838年12月30日）   | 左都御史                           | 道光十九年三月乙卯 （1839年5月2日）       | 改熱河都統                         |            |
| 86   | 隆文     | 滿洲正紅旗      | 道光十九年三月乙卯 （1839年5月2日）       | 左都御史                           | 道光二十年正月己亥 （1840年2月10日）      | 改戶部尚書                         |            |
| 87   | 阿勒清阿 | 滿洲正黃旗      | 道光二十年正月己亥 （1840年2月10日）      | 熱河都統                           | 咸豐元年閏八月丁酉 （1851年10月8日）      | 病免                               |            |
| 88   | 恒春     | 滿洲            | 咸豐元年閏八月丁酉 （1851年10月8日）      | 察哈爾都統                         | 咸豐二年七月甲戌 （1852年9月9日）         | 降四級調任                         |            |
| 89   | 阿靈阿   | 滿洲            | 咸豐二年七月甲戌 （1852年9月9日）         | 工部尚書                           | 咸豐三年九月丁未 （1853年10月7日）        | 改兵部尚書                         |            |
| 90   | 德興     | 滿洲正黃旗      | 咸豐三年九月丁未 （1853年10月7日）        | 工部左侍郎                         | 咸豐五年十一月己卯 （1855年12月28日）     | 去世                               |            |
| 91   | 麟魁     | 滿洲鑲白旗      | 咸豐五年十一月己卯 （1855年12月28日）     | 禮部尚書                           | 咸豐八年十二月庚午 （1859年2月1日）       | 改禮部尚書                         |            |
| 92   | 瑞常     | 蒙古鑲紅旗      | 咸豐八年十二月庚午 （1859年2月1日）       | 理藩院尚書                         | 咸豐十一年九月己丑 （1861年10月7日）      | 改工部尚書                         |            |
| 93   | 綿森     | 宗室 滿洲正藍旗 | 咸豐十一年九月己丑 （1861年10月7日）      | 工部尚書                           | 同治七年六月庚戌 （1868年7月23日）        | 去世                               |            |
| 94   | 瑞常     | 蒙古鑲紅旗      | 同治七年六月庚戌 （1868年7月23日）        | 工部尚書                           | 同治十年二月戊子 （1871年4月17日）        | 遷文淵閣大學士                     |            |
| 95   | 全慶     | 滿洲正白旗      | 同治十年二月庚寅 （1871年4月19日）        | 禮部尚書                           | 同治十二年十二月戊子 （1874年1月31日）    | 降二級調任                         |            |
| 96   | 崇實     | 滿洲鑲黃旗      | 同治十二年十二月己丑 （1874年2月1日）     | 鑲白旗蒙古都統                     | 光緒二年十月庚戌 （1876年12月8日）        | 去世                               |            |
| 97   | 皁保     | 滿洲鑲黃旗      | 光緒二年十月癸丑 （1876年12月11日）       | 理藩院尚書                         | 光緒四年三月癸亥 （1878年4月15日）        | 解                                 |            |
| 98   | 全慶     | 滿洲正白旗      | 光緒四年三月癸亥 （1878年4月15日）        | 左都御史                           | 光緒四年十二月癸卯 （1879年1月20日）      | 改工部尚書                         |            |
| 99   | 文煜     | 滿洲正藍旗      | 光緒四年十二月癸卯 （1879年1月20日）      | 左都御史                           | 光緒十年五月丁亥 （1884年6月6日）         | 遷武英殿大學士                     |            |
| 100  | 恩承     | 滿洲正白旗      | 光緒十年五月戊子 （1884年6月7日）         | 禮部尚書                           | 光緒十年八月乙酉 （1884年10月2日）        | 改吏部尚書                         |            |
| 101  | 錫珍     | 滿洲鑲黃旗      | 光緒十年八月乙酉 （1884年10月2日）        | 左都御史                           | 光緒十二年二月乙亥 （1886年3月16日）      | 改吏部尚書                         |            |
| 102  | 麟書     | 滿洲            | 光緒十二年二月乙亥 （1886年3月16日）      | 工部尚書                           | 光緒十五年九月丙辰 （1889年10月7日）      | 改吏部尚書                         |            |
| 103  | 嵩申     | 滿洲鑲黃旗      | 光緒十五年九月丙辰 （1889年10月7日）      | 理藩院尚書                         | 光緒十七年十一月丁卯 （1891年12月7日）    | 去世                               |            |
| 104  | 貴恒     | 滿洲鑲白旗      | 光緒十七年十一月丁卯 （1891年12月7日）    | 左都御史                           | 光緒十九年九月辛巳 （1893年10月11日）     | 病免                               |            |
| 105  | 松溎     | 滿洲鑲藍旗      | 光緒十九年九月乙酉 （1893年10月15日）     | 工部尚書                           | 光緒二十三年七月甲午 （1897年8月4日）     | 改工部尚書                         |            |
| 106  | 剛毅     | 滿洲鑲藍旗      | 光緒二十三年七月甲午 （1897年8月4日）     | 工部尚書                           | 光緒二十四年四月甲辰 （1898年6月10日）    | 改兵部尚書                         |            |
| 107  | 崇禮     | 漢軍正白旗      | 光緒二十四年四月甲辰 （1898年6月10日）    | 鑲白旗蒙古都統                     | 光緒二十六年九月癸酉 （1900年10月27日）   | 改戶部尚書                         |            |
| 108  | 貴恒     | 滿洲鑲白旗      | 光緒二十六年九月癸酉 （1900年10月27日）   | 前刑部尚書                         | 光緒二十八年十二月甲辰 （1903年1月16日）  | 病免                               |            |
| 109  | 榮慶     | 蒙古正黃旗      | 光緒二十八年十二月甲辰 （1903年1月16日）  | 倉場侍郎                           | 光緒二十九年八月壬申 （1903年10月11日）   | 改禮部尚書                         |            |
| 110  | 奎俊     | 滿洲正白旗      | 光緒二十九年八月壬申 （1903年10月11日）   | 理藩院尚書                         | 光緒三十一年六月己未 （1905年7月19日）    | 改吏部尚書                         |            |
| 111  | 溥興     | 宗室            | 光緒三十一年六月己未 （1905年7月19日）    | 理藩院尚書                         | 光緒三十二年九月甲寅 （1906年11月6日）    | 刑部改組為法部                     |            |
| 序号 | 姓名     | 籍贯            | 上任时间                                  | 任前职务                           | 卸任时间                                  | 卸任原因                           |            |

## 刑部漢尚書
| 序号 | 姓名   | 籍贯                  | 上任时间                                  | 任前职务       | 卸任时间                                  | 卸任原因         |
| ---- | ------ | --------------------- | ----------------------------------------- | -------------- | ----------------------------------------- | ---------------- |
| 1    | 黨崇雅 | 陝西寶雞              | 顺治五年七月丁丑 （1648年9月1日）         | 刑部左侍郎     | 順治八年閏二月甲寅 （1651年3月27日）      | 改戶部尚書       |
| 2    | 劉餘祐 | 順天府宛平            | 順治八年閏二月甲寅 （1651年3月27日）      | 兵部尚書       | 順治九年十月壬子 （1652年11月14日）       | 改戶部尚書       |
| 3    | 李化熙 | 山東長山              | 順治九年十月丙寅 （1652年11月28日）       | 兵部左侍郎     | 順治十年五月癸未 （1653年6月13日）        | 乞養             |
| 4    | 張秉貞 | 南直隸桐城            | 順治十年五月壬辰 （1653年6月22日）        | 兵部左侍郎     | 順治十一年八月丙子 （1654年9月29日）      | 改兵部尚書       |
| 4    | 任濬   | 山東益都              | 順治十一年八月庚辰 （1654年10月3日）      | 倉場侍郎       | 順治十二年二月丁巳 （1655年3月9日）       | 休               |
| 6    | 劉昌   | 河南祥符              | 順治十二年二月戊午 （1655年3月10日）      | 工部尚書       | 順治十四年二月己亥 （1657年4月9日）       | 葬假             |
| 7    | 白允謙 | 山西陽城              | 順治十四年四月癸巳 （1657年6月2日）       | 吏部左侍郎     | 順治十六年九月壬申 （1659年10月29日）     | 降三級調任       |
| 8    | 杜立德 | 直隸寶坻              | 順治十六年九月丁丑 （1659年11月3日）      | 刑部左侍郎     | 順治十八年七月甲寅 （1661年8月1日）       | 改戶部尚書       |
| 9    | 高景   | 直隸新安              | 順治十八年七月癸亥 （1661年8月10日）      | 工部尚書       | 康熙三年閏六月乙亥 （1664年8月6日）       | 解               |
| 10   | 王宏祚 | 雲南保山              | 康熙三年閏六月乙亥 （1664年8月6日）       | 原戶部尚書     | 康熙三年十一月丁未 （1665年1月5日）       | 改戶部尚書       |
| 11   | 龔鼎孳 | 南直隸合肥            | 康熙三年十一月癸丑 （1665年1月11日）      | 左都御史       | 康熙五年九月丙申 （1666年10月16日）       | 改兵部尚書       |
| 12   | 郝惟訥 | 直隸霸州              | 康熙五年九月丙午 （1666年10月26日）       | 工部尚書       | 康熙七年八月戊子 （1668年9月27日）        | 改禮部尚書       |
| 13   | 朱之弼 | 順天府大興            | 康熙七年九月丁酉 （1668年10月6日）        | 工部尚書       | 康熙九年閏二月甲寅 （1670年4月16日）      | 改兵部尚書       |
| 14   | 馮溥   | 山東益都              | 康熙九年三月辛酉 （1670年4月23日）        | 左都御史       | 康熙十年二月丁酉 （1671年3月25日）        | 遷文華殿大學士   |
| 15   | 梁清標 | 直隸真定              | 康熙十年二月戊戌 （1671年3月26日）        | 原禮部尚書     | 康熙十一年二月丁酉 （1672年3月19日）      | 改戶部尚書       |
| 16   | 艾元徵 | 山東濟陽              | 康熙十一年三月己酉 （1672年3月31日）      | 左都御史       | 康熙十五年九月丙午 （1676年11月2日）      | 去世             |
| 17   | 姚文然 | 南直隸桐城            | 康熙十五年七月丁未 （1676年9月4日）       | 左都御史       | 康熙十七年七月庚申 （1678年9月7日）       | 去世             |
| 18   | 宋德宜 | 南直隸長洲            | 康熙十七年七月戊申 （1678年8月26日）      | 左都御史       | 康熙十七年十二月丙子 （1679年1月21日）    | 改兵部尚書       |
| 19   | 劉楗   | 直隸大城              | 康熙十七年十二月壬午 （1679年1月27日）    | 吏部右侍郎     | 康熙十八年四月戊辰 （1679年5月13日）      | 病免             |
| 20   | 魏象樞 | 山西蔚州              | 康熙十八年四月丁亥 （1679年6月1日）       | 左都御史       | 康熙十八年五月乙未 （1679年6月9日）       | 改左都御史       |
| 21   | 黃機   | 浙江錢塘              | 康熙十八年六月庚午 （1679年7月14日）      | 原吏部尚書     | 康熙十九年十一月癸酉 （1681年1月7日）     | 改吏部尚書       |
| 22   | 魏象樞 | 山西蔚州              | 康熙十九年十一月戊寅 （1681年1月12日）    | 左都御史       | 康熙二十三年八月乙卯 （1684年9月30日）    | 休               |
| 23   | 張士甄 | 北直隸通州            | 康熙二十三年九月丙寅 （1684年10月11日）   | 吏部左侍郎     | 康熙二十五年十月丙辰 （1686年11月20日）   | 改禮部尚書       |
| 24   | 胡昇猷 | 浙江山陰              | 康熙二十五年十月庚申 （1686年11月24日）   | 吏部右侍郎     | 康熙二十六年二月庚申 （1687年3月24日）    | 降二級調任       |
| 25   | 張玉書 | 江南丹徒              | 康熙二十六年二月丁卯 （1687年3月31日）    | 原禮部右侍郎   | 康熙二十七年二月壬戌 （1688年3月20日）    | 改兵部尚書       |
| 26   | 徐學   | 南直隸崑山            | 康熙二十七年二月己巳 （1688年3月27日）    | 左都御史       | 康熙二十七年五月己卯 （1688年6月5日）     | 病免             |
| 27   | 李天馥 | 河南永城              | 康熙二十七年五月癸未 （1688年6月9日）     | 工部尚書       | 康熙二十七年十二月己酉 （1689年1月1日）   | 改兵部尚書       |
| 28   | 徐元文 | 南直隸崑山            | 康熙二十七年十二月己酉 （1689年1月1日）   | 左都御史       | 康熙二十七年十二月戊午 （1689年1月10日）  | 改戶部尚書       |
| 29   | 杜臻   | 浙江秀水              | 康熙二十八年三月壬辰 （1689年4月14日）    | 原工部尚書     | 康熙三十年六月癸亥 （1691年7月4日）       | 改兵部尚書       |
| 30   | 陳廷敬 | 山西澤州              | 康熙三十年六月癸亥 （1691年7月4日）       | 工部尚書       | 康熙三十一年八月己丑 （1692年9月22日）    | 憂免             |
| 31   | 翁叔元 | 南直隸常熟            | 康熙三十一年八月戊戌 （1692年10月1日）    |                | 康熙三十六年五月辛巳 （1697年7月10日）    | 病免             |
| 32   | 吳琠   | 山西沁州              | 康熙三十六年五月壬寅 （1697年7月11日）    | 左都御史       | 康熙三十七年七月癸酉 （1698年8月6日）     | 遷保和殿大學士   |
| 33   | 張鵬翮 | 四川遂寧              | 康熙三十七年七月庚辰 （1698年8月13日）    | 左都御史       | 康熙三十七年十一月壬辰 （1698年12月23日） | 改兩江總督       |
| 34   | 李振裕 | 江西吉水              | 康熙三十七年十一月丙申 （1698年12月27日） | 工部尚書       | 康熙三十八年十一月己亥 （1699年12月25日） | 改戶部尚書       |
| 35   | 王士禎 | 山東新城              | 康熙三十八年十一月己亥 （1699年12月25日） | 左都御史       | 康熙四十三年九月戊午 （1704年10月19日）   | 降三級調任       |
| 36   | 王掞   | 江南太倉              | 康熙四十三年十月庚辰 （1704年11月10日）   | 吏部左侍郎     | 康熙四十七年十月乙卯 （1708年11月24日）   | 改工部尚書       |
| 37   | 張鵬翮 | 四川遂寧              | 康熙四十七年十月乙卯 （1708年11月24日）   | 河道總督       | 康熙四十八年二月庚午 （1709年4月8日）     | 改戶部尚書       |
| 38   | 張廷樞 | 陝西韓城              | 康熙四十八年二月庚午 （1709年4月8日）     | 吏部左侍郎     | 康熙四十九年六月戊午 （1710年7月20日）    | 革               |
| 39   | 郭世隆 | 山西孝義              | 康熙四十九年十月丙子 （1710年12月5日）    | 湖廣總督       | 康熙五十年十月丙辰 （1711年11月10日）     | 革               |
| 40   | 吳一蜚 | 江蘇长洲              | 康熙五十年十一月壬辰 （1711年12月16日）   | 吏部左侍郎     | 康熙五十一年四月丙子 （1712年5月28日）    | 改吏部尚書       |
| 41   | 胡會恩 | 浙江德清              | 康熙五十一年四月丙子 （1712年5月28日）    | 吏部左侍郎     | 康熙五十二年五月戊寅 （1713年5月25日）    | 葬假             |
| 42   | 張廷樞 | 陝西韓城              | 康熙五十二年五月丙戌 （1713年6月2日）     | 工部尚書       | 雍正元年正月壬寅 （1723年2月26日）        | 降五級調任       |
| 43   | 勵廷儀 | 直隸靜海              | 雍正元年二月辛亥 （1723年3月7日）         | 兵部左侍郎     | 雍正九年九月戊寅 （1731年10月18日）       | 改吏部尚書       |
| 44   | 劉於義 | 江南武進              | 雍正九年九月戊寅 （1731年10月18日）       | 北河總督       | 雍正十一年四月乙卯 （1733年5月17日）      | 改吏部尚書       |
| 45   | 唐執玉 | 江蘇武進              | 雍正十年七月癸丑 （1732年9月17日）        | 原左都御史     | 雍正十一年三月甲辰 （1733年5月6日）       | 去世             |
| 46   | 涂天相 | 湖北孝感              | 雍正十一年四月乙卯 （1733年5月17日）      | 左都御史       | 雍正十一年十二月己未 （1734年1月16日）    | 改兵部尚書       |
| 47   | 張照   | 江蘇婁縣              | 雍正十一年十二月己未 （1734年1月16日）    | 左都御史       | 雍正十三年十一月己未 （1736年1月6日）     | 革               |
| 48   | 徐本   | 浙江錢塘              | 雍正十三年十月甲戌 （1735年11月22日）     | 工部尚書       | 乾隆元年十一月甲午 （1736年12月6日）      | 遷東閣大學士     |
| 49   | 孫嘉淦 | 山西興縣              | 乾隆元年十一月甲午 （1736年12月6日）      | 左都御史       | 乾隆三年四月己丑 （1738年5月25日）        | 改吏部尚書       |
| 50   | 趙國麟 | 山東泰安              | 乾隆三年四月己丑 （1738年5月25日）        | 安徽巡撫       | 乾隆三年十月丙申 （1738年11月28日）       | 改禮部尚書       |
| 51   | 史貽直 | 江蘇溧陽              | 乾隆三年十月丙申 （1738年11月28日）       | 工部尚書       | 乾隆五年九月癸酉 （1740年10月25日）       | 改兵部尚書       |
| 52   | 韓光基 | 江蘇長洲              | 乾隆五年九月癸酉 （1740年10月25日）       | 工部尚書       | 乾隆六年九月己卯 （1741年10月26日）       | 改工部尚書       |
| 53   | 劉吳龍 | 江西南昌              | 乾隆六年九月己卯 （1741年10月26日）       | 左都御史       | 乾隆七年四月丙辰 （1742年5月31日）        | 去世             |
| 54   | 張照   | 江蘇婁縣              | 乾隆七年四月丁巳 （1742年6月1日）         | 刑部左侍郎     | 乾隆九年十二月戊辰 （1745年1月27日）      | 憂免             |
| 55   | 汪由敦 | 浙江錢塘              | 乾隆九年十二月戊辰 （1745年1月27日）      | 工部尚書       | 乾隆十五年七月庚申 （1750年8月21日）      | 降兵部右侍郎     |
| 56   | 劉統勳 | 山東諸城              | 乾隆十五年七月庚申 （1750年8月21日）      | 工部尚書       | 乾隆二十年九月丙申 （1755年10月30日）     | 革               |
| 57   | 汪由敦 | 浙江錢塘              | 乾隆二十年九月丙申 （1755年10月30日）     | 工部尚書       | 乾隆二十一年六月壬子 （1756年7月12日）    | 改工部尚書       |
| 58   | 劉統勳 | 山東諸城              | 乾隆二十一年六月壬子 （1756年7月12日）    | 起用           | 乾隆二十三年正月壬子 （1758年3月4日）     | 改吏部尚書       |
| 59   | 秦蕙田 | 江蘇金匱              | 乾隆二十三年正月壬子 （1758年3月4日）     | 工部尚書       | 乾隆二十九年九月丙寅 （1764年10月12日）   | 去世             |
| 60   | 莊有恭 | 廣東番禺              | 乾隆二十九年九月丙寅 （1764年10月12日）   | 江蘇巡撫       | 乾隆三十一年正月庚寅 （1766年2月28日）    | 革               |
| 61   | 李侍堯 | 汉军镶黄旗            | 乾隆三十一年正月乙未 （1766年3月5日）     | 署理工部尚書   | 乾隆三十二年三月庚寅 （1767年4月24日）    | 回兩廣總督任     |
| 62   | 楊廷璋 | 汉军镶黄旗            | 乾隆三十二年三月庚寅 （1767年4月24日）    | 兩廣總督       | 乾隆三十三年八月壬申 （1768年9月27日）    | 改直隸總督       |
| 63   | 裘曰修 | 江西新建              | 乾隆三十三年八月壬申 （1768年9月27日）    | 工部尚書       | 乾隆三十三年九月辛亥 （1768年11月5日）    | 憂免             |
| 64   | 蔡新   | 福建漳浦              | 乾隆三十三年九月辛亥 （1768年11月5日）    | 工部尚書       | 乾隆三十四年七月己亥 （1769年8月20日）    | 改兵部尚書       |
| 65   | 吳紹詩 | 山東海豐              | 乾隆三十四年七月己亥 （1769年8月20日）    | 江西巡撫       | 乾隆三十四年十月壬申 （1769年11月21日）   | 改禮部尚書       |
| 66   | 裘曰修 | 江西新建              | 乾隆三十四年十月壬申 （1769年11月21日）   | 原任           | 乾隆三十五年閏五月甲子 （1770年7月11日）  | 降順天府尹       |
| 67   | 程景伊 | 江蘇武進              | 乾隆三十五年閏五月甲子 （1770年7月11日）  | 工部尚書       | 乾隆三十六年二月辛卯 （1771年4月4日）     | 改吏部尚書       |
| 68   | 范時綬 | 遼東都司 瀋陽中衛     | 乾隆三十六年二月辛卯 （1771年4月4日）     | 工部尚書       | 乾隆三十六年十月丁亥 （1771年11月26日）   | 改正白旗漢軍都統 |
| 69   | 楊廷璋 | 汉军镶黄旗            | 乾隆三十六年十月丁亥 （1771年11月26日）   | 直隸總督       | 乾隆三十七年正月癸卯 （1772年2月10日）    | 去世             |
| 70   | 崔應階 | 湖北江夏              | 乾隆三十七年正月癸卯 （1772年2月10日）    | 漕運總督       | 乾隆四十一年十月辛亥 （1776年11月23日）   | 改左都御史       |
| 71   | 余文儀 | 浙江諸暨              | 乾隆四十一年十月辛亥 （1776年11月23日）   | 福建巡撫       | 乾隆四十二年十一月壬申 （1777年12月9日）  | 休               |
| 72   | 袁守侗 | 山東長山              | 乾隆四十二年十一月壬申 （1777年12月9日）  | 戶部尚書       | 乾隆四十四年四月戊寅 （1779年6月8日）     | 改河東河道總督   |
| 73   | 胡季堂 | 河南光山              | 乾隆四十四年四月戊寅 （1779年6月8日）     | 刑部左侍郎     | 嘉慶三年正月庚午 （1798年2月20日）        | 改直隸總督       |
| 74   | 梁肯堂 | 浙江錢塘              | 嘉慶三年正月庚午 （1798年2月20日）        | 直隸總督       | 嘉慶五年六月丁卯 （1800年8月6日）         | 休               |
| 75   | 張若渟 | 安徽桐城              | 嘉慶五年六月丁卯 （1800年8月6日）         | 兵部尚書       | 嘉慶七年七月戊戌 （1802年8月27日）        | 去世             |
| 76   | 熊枚   | 江西鉛山              | 嘉慶七年七月戊戌 （1802年8月27日）        | 左都御史       | 嘉慶九年九月庚戌 （1804年10月27日）       | 改左都御史       |
| 77   | 姜晟   | 江蘇元和              | 嘉慶九年九月庚戌 （1804年10月27日）       | 刑部左侍郎     | 嘉慶十一年六月戊寅 （1806年7月17日）      | 改工部尚書       |
| 78   | 秦承恩 | 江蘇江寧              | 嘉慶十一年六月戊寅 （1806年7月17日）      | 工部尚書       | 嘉慶十三年六月乙巳 （1808年8月2日）       | 降翰林院編修     |
| 79   | 吳璥   | 浙江錢塘              | 嘉慶十三年六月乙巳 （1808年8月2日）       | 河東河道總督   | 嘉慶十三年十二月庚申 （1809年2月13日）    | 改南河總督       |
| 80   | 金光悌 | 安徽英山              | 嘉慶十三年十二月庚申 （1809年2月13日）    | 江西巡撫       | 嘉慶十七年十二月壬子 （1813年1月15日）    | 去世             |
| 81   | 祖之望 | 福建浦城              | 嘉慶十七年十二月壬子 （1813年1月15日）    | 服闕刑部左侍郎 | 嘉慶十八年十月丙申 （1813年10月26日）     | 憂免             |
| 82   | 韓崶   | 江蘇元和              | 嘉慶十八年十月丙申 （1813年10月26日）     | 廣東巡撫       | 嘉慶二十一年十一月己巳 （1817年1月11日）  | 憂免             |
| 83   | 章煦   | 浙江錢塘              | 嘉慶二十一年十一月己巳 （1817年1月11日）  | 禮部尚書       | 嘉慶二十二年三月辛未 （1817年5月13日）    | 病免             |
| 84   | 吳璥   | 浙江錢塘              | 嘉慶二十二年三月辛未 （1817年5月13日）    | 兵部尚書       | 嘉慶二十四年閏四月庚戌 （1819年6月11日）  | 病免             |
| 85   | 韓崶   | 江蘇元和              | 嘉慶二十四年閏四月庚戌 （1819年6月11日）  | 署理刑部右侍郎 | 道光四年七月丙子 （1824年8月9日）         | 解               |
| 86   | 陳若霖 | 福建閩縣              | 道光四年七月丙子 （1824年8月9日）         | 工部尚書       | 道光十二年正月丁卯 （1832年2月20日）      | 休               |
| 87   | 戴敦元 | 浙江開化              | 道光十二年二月辛卯 （1832年3月15日）      | 刑部左侍郎     | 道光十四年十一月癸酉 （1834年12月12日）   | 病免             |
| 88   | 史致儼 | 江蘇江都              | 道光十四年十一月癸酉 （1834年12月12日）   | 工部尚書       | 道光十八年二月乙巳 （1838年2月26日）      | 病免             |
| 89   | 祁𡎴   | 陝西高平              | 道光十八年二月乙巳 （1838年2月26日）      | 廣東巡撫       | 道光二十一年七月壬戌 （1841年8月26日）    | 改兩廣總督       |
| 90   | 李振祜 | 安徽太湖              | 道光二十一年七月壬戌 （1841年8月26日）    | 倉場侍郎       | 道光二十九年十二月乙酉 （1850年2月3日）   | 病免             |
| 91   | 陳孚恩 | 江西新城              | 道光二十九年十二月乙酉 （1850年2月3日）   | 工部左侍郎     | 道光三十年五月庚戌 （1850年6月28日）      | 乞養             |
| 92   | 杜受田 | 山東濱州              | 道光三十年五月庚戌 （1850年6月28日）      | 工部尚書       | 咸豐元年五月乙巳 （1851年6月18日）        | 病，解任         |
| 93   | 周祖培 | 河南商城              | 咸豐元年五月乙巳 （1851年6月18日）        | 刑部左侍郎     | 咸豐三年五月辛酉 （1853年6月23日）        | 降三級調任       |
| 94   | 翁心存 | 江蘇常熟              | 咸豐三年五月辛酉 （1853年6月23日）        | 工部尚書       | 咸豐三年五月癸亥 （1853年6月25日）        | 改工部尚書       |
| 95   | 許乃普 | 浙江錢塘              | 咸豐三年五月癸亥 （1853年6月25日）        | 工部尚書       | 咸豐四年二月己卯 （1854年3月8日）         | 降內閣學士       |
| 96   | 朱鳳標 | 浙江蕭山              | 咸豐四年二月己卯 （1854年3月8日）         | 左都御史       | 咸豐四年五月辛丑 （1854年5月29日）        | 改戶部尚書       |
| 97   | 趙光   | 雲南昆明              | 咸豐四年五月辛丑 （1854年5月29日）        | 工部尚書       | 同治四年二月丁亥 （1865年3月15日）        | 去世             |
| 98   | 齊承彥 | 直隸天津              | 同治四年二月戊子 （1865年3月19日）        | 左都御史       | 同治六年十二月辛卯 （1868年1月6日）       | 去世             |
| 99   | 譚廷襄 | 浙江山陰              | 同治六年十二月辛卯 （1868年1月6日）       | 左都御史       | 同治九年四月甲辰 （1870年5月8日）         | 去世             |
| 100  | 鄭敦謹 | 湖南長沙              | 同治九年四月甲辰 （1870年5月8日）         | 兵部尚書       | 同治十年七月乙卯 （1871年9月11日）        | 病免             |
| 101  | 龐鍾璐 | 江蘇常熟              | 同治十年七月乙卯 （1871年9月11日）        | 左都御史       | 同治十一年八月壬戌 （1872年9月12日）      | 休               |
| 102  | 桑春榮 | 浙江山陰 入籍順天宛平 | 同治十一年八月壬戌 （1872年9月12日）      | 左都御史       | 光緒五年正月辛未 （1879年2月17日）        | 病免             |
| 103  | 翁同龢 | 江蘇常熟              | 光緒五年正月辛未 （1879年2月17日）        | 左都御史       | 光緒五年四月壬申 （1879年6月18日）        | 改工部尚書       |
| 104  | 潘祖蔭 | 江蘇吳縣              | 光緒五年四月壬申 （1879年6月18日）        | 工部尚書       | 光緒九年正月丙午 （1883年3月3日）         | 憂免             |
| 105  | 張之萬 | 直隸南皮              | 光緒九年正月丙午 （1883年3月3日）         | 兵部尚書       | 光緒十五年正月辛酉 （1889年2月14日）      | 遷體仁閣大學士   |
| 106  | 孫毓汶 | 山東濟甯              | 光緒十五年正月辛酉 （1889年2月14日）      | 吏部右侍郎     | 光緒十九年十月丁巳 （1893年10月15日）     | 改兵部尚書       |
| 107  | 薛允升 | 陝西長安              | 光緒十九年十月丁巳 （1893年10月15日）     | 刑部右侍郎     | 光緒二十三年八月丙子 （1897年9月15日）    | 降三級調任       |
| 108  | 廖壽恆 | 江蘇嘉定              | 光緒二十三年九月辛卯 （1897年9月30日）    | 左都御史       | 光緒二十四年八月辛丑 （1898年10月5日）    | 改禮部尚書       |
| 109  | 趙舒翹 | 陝西長安              | 光緒二十四年八月辛丑 （1898年10月5日）    | 刑部左侍郎     | 光緒二十六年九月庚寅 （1900年11月3日）    | 革               |
| 110  | 薛允升 | 陝西長安              | 光緒二十六年十二月甲子 （1901年2月15日）  | 署理刑部左侍郎 | 光緒二十七年十月丙申 （1901年11月14日）   | 去世             |
| 111  | 張百熙 | 湖南長沙              | 光緒二十七年十月丙申 （1901年11月14日）   | 工部尚書       | 光緒二十七年十二月乙卯 （1902年2月1日）   | 改吏部尚書       |
| 112  | 葛寶華 | 浙江山陰              | 光緒二十七年十二月乙卯 （1902年2月1日）   | 工部尚書       | 光緒三十二年九月甲寅 （1906年11月6日）    | 刑部改組為法部   |
| 序号 | 姓名   | 籍贯                  | 上任时间                                  | 任前职务       | 卸任时间                                  | 卸任原因         |

## 法部尚書
| 序号 | 姓名   | 籍贯       | 上任时间                               | 任前职务   | 卸任时间                             | 卸任原因     |
| ---- | ------ | ---------- | -------------------------------------- | ---------- | ------------------------------------ | ------------ |
| 1    | 戴鴻慈 | 廣東南海   | 光緒三十二年九月甲寅 （1906年11月6日） | 禮部漢尚書 | 宣統二年正月癸亥 （1910年2月27日）   | 去世         |
| 2    | 廷杰   | 滿洲正白旗 | 宣統二年正月 （1910年）                | 候補滿侍郎 | 宣統二年十二月戊戌 （1911年1月28日） | 去世         |
| 3    | 紹昌   | 滿洲       | 宣統二年十二月戊戌 （1911年1月28日）   | 法部左侍郎 | 宣統三年四月戊寅 （1911年5月8日）    | 組織責任內閣 |
| 序号 | 姓名   | 籍贯       | 上任时间                               | 任前职务   | 卸任时间                             | 卸任原因     |

## 司法大臣
| 序号 | 姓名   | 籍贯     | 上任时间                            | 任前职务   | 卸任时间                             | 內閣       |
| ---- | ------ | -------- | ----------------------------------- | ---------- | ------------------------------------ | ---------- |
| 1    | 紹昌   | 滿洲     | 宣統三年四月戊寅 （1911年5月8日）   | 法部尚書   | 宣統三年九月乙亥 （1911年11月1日）   | 奕劻內閣   |
| 2    | 沈家本 | 浙江吳興 | 宣統三年九月庚寅 （1911年11月11日） | 前任左侍郎 | 宣统三年十二月戊午 （1912年2月12日） | 袁世凱內閣 |

## 注解
1. ↑  任

內長期署理外官：北河總督、直隸總督、陝甘總督等。